# Voodoo Graphics

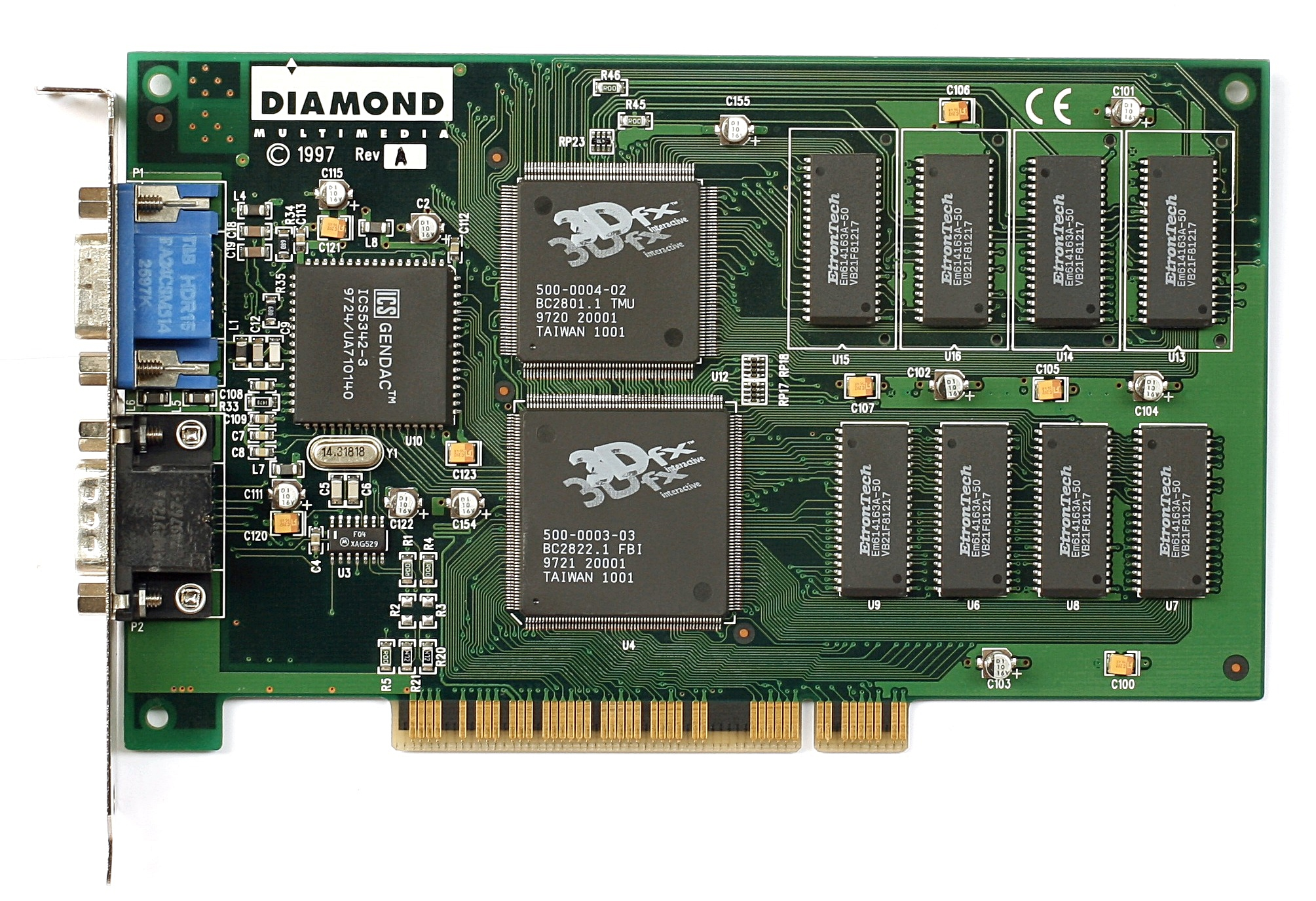
Diamond Monster 3D.

Voodoo Graphics (nazwa kodowa SST-1, znany później jako Voodoo 1) – akcelerator 3D firmy 3Dfx Interactive. Produkowany był w wymiarze 0,5 μm i zbudowany z ok. 1 miliona tranzystorów.

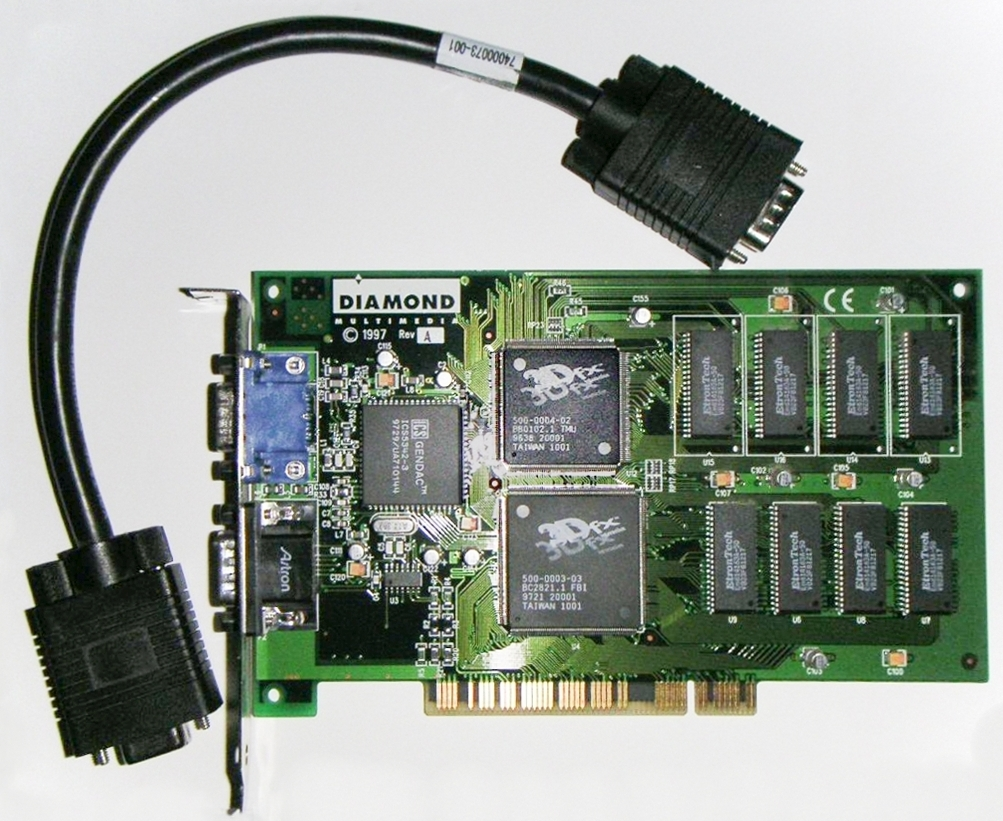
Akcelerator grafiki Diamond Monster 3D Voodoo Graphics z kablem łączącym z kartą obsługującą tryb 2D

## Podłoże historyczne
Voodoo pojawił się w sierpniu 1996 roku (data premiery), ale prawdziwie dostępny stał się dopiero w 1997. Jest on jednym z pierwszych akceleratorów 3D. Ze względu na fakt, że był to pierwszy układ na rynku komputerów osobistych, który w tak szerokim zakresie wspomagał generowanie obrazu trójwymiarowego, często mówi się, że jest to pierwszy akcelerator 3D. Dzięki jego zastosowaniu wydajność maszyny w zastosowaniach obróbki grafiki trójwymiarowej wzrastała trzykrotnie (w przypadku maszyny z procesorem Pentium 200 MHz z technologią MMX). Można przyjąć, że od Voodoo Graphics rozpoczęła się na dobre era pełnego trójwymiaru w komputerach osobistych.

## Dane techniczne
Na Voodoo składały się dwa układy: Texelfx i Pixelfx znajdujące się na karcie rozszerzeń PCI 2.1. Wyposażony był najczęściej w 4 do 6 MB pamięci EDO DRAM o 64-bitowej szerokości szyny danych, która podzielona była na dwa bufory: 2 MB na bufor ramki oraz 2 do 4 MB na pamięć tekstur, ale najbardziej rozpowszechnione wersje posiadały 4 MB pamięci. Voodoo był taktowany zegarem 50 MHz (chociaż sprzedawane były wersje z zegarem ustawionym do 60 MHz) i standardowo pracował z układem RAMDAC pracującym z częstotliwością 110 MHz. Do pracy Voodoo wymagał dodatkowej, dowolnej karty graficznej 2D. Obie karty łączyło się specjalnym zewnętrznym kablem. Podczas pracy w trybie dwuwymiarowym karta Voodoo jedynie przekazywała obraz z karty obsługującej 2D do monitora. Podczas przejścia w tryb 3D karta dwuwymiarowa była wyłączana, a włączany był Voodoo.
Voodoo potrafił pracować w rozdzielczościach 640×480 (przy 120 Hz) oraz 800×600 (po modyfikacjach w rejestrze; w wersji 6 MB). Chociaż przetwarzał obraz w 24-bitowej palecie kolorów, wyświetlał obraz jedynie w 16-bitowej palecie kolorów. Cechował się wydajnością mapowania 45 megapikseli/sek oraz 1 milionem trójkątów na sekundę.
Firma 3Dfx opracowała specjalne API dla Voodoo nazwane Glide. Później pojawiły się sterowniki MiniGL oraz Direct3D.

## Obecność na rynku
Obecność Voodoo na rynku nie trwała długo. Już w 1997 roku, kiedy Voodoo Graphics zaczął być faktycznie dostępny, firma 3Dfx wprowadziła do sprzedaży jego następcę, Voodoo 2.

## Wspierane efekty graficzne
Voodoo Graphics wspomagał między innymi następujące efekty graficzne:
- korekcja perspektywy,
- filtrowanie dwuliniowe tekstur,
- poziom szczegółów (level of detail) (LOD) mipmapping,
- poprawa subpikseli,
- cieniowanie Gourauda,
- antyaliasing,
- 16-bitowy bufor głębokości,
- efekt przezroczystości (alpha blending),
- efekt mgły,
- nakładanie wielu tekstur, ich przenikanie i animowanie.